# Gnypetomorpha obscura
Gnypetomorpha obscura är en stekelart som först beskrevs av Bridgman 1883.  Gnypetomorpha obscura ingår i släktet Gnypetomorpha och familjen brokparasitsteklar. Arten är reproducerande i Sverige. Inga underarter finns listade i Catalogue of Life.